# 查亞帕塔
查亞帕塔是玻利維亞的城鎮，由奧魯羅省負責管轄，位於該國西南部，距離首府奧魯羅130公里，海拔高度3,738米，每年平均降雨量約350毫米，2010年人口9,482。